# Xinfeng (socken i Kina, lat 40,79, long 107,54)
Xinfeng (kinesiska: 新丰, 新丰乡) är en socken i Kina. Den ligger i den autonoma regionen Inre Mongoliet, i den norra delen av landet, omkring 350 kilometer väster om regionhuvudstaden Hohhot.
Genomsnittlig årsnederbörd är 251 millimeter. Den regnigaste månaden är juni, med i genomsnitt 65 mm nederbörd, och den torraste är januari, med 1 mm nederbörd.